# Aradippou
Aradippou (in greco Αραδίππου?, traslitterato anche Aradhippou) è un comune di Cipro nel distretto di Larnaca di 19 228 abitanti (dati 2011).
È stato costituito nel 1986 dopo il referendum che ha deciso il distacco da Larnaca.